# Days Before Rodeo
| Recensione             | Giudizio |
| ---------------------- | -------- |
| HotNewHipHop           | 96%      |
| Thefourohfive          |          |
| The Early Registration |          |

Days Before Rodeo è il secondo mixtape del rapper statunitense Travis Scott, pubblicato il 18 agosto 2014 dall'etichetta discografica Grand Hustle Records. 
Prequel dell'album in studio di debutto del rapper Rodeo (2015), il mixtape presenta le collaborazioni di Young Thug, Big Sean, The 1975, Rich Homie Quan, Migos, T.I. e Peewee Longway.

## Antefatti e promozione
Durante l'agosto 2014 Scott annunciò tramite Twitter che avrebbe pubblicato 10 nuovi brani durante il mese. Nello stesso giorno rivelò anche il titolo del suo nuovo progetto, Days Before Rodeo. Il 17 agosto seguente ne pubblicò la tracklist e la copertina.
Il primo brano di Days Before Rodeo ad uscire fu "Don't Play", che presentava la collaborazione del rapper Big Sean e la band britannica The 1975. Il brano fu prodotto dallo stesso Scott, insieme a Vinylz ed Allen Ritter. Il video fu pubblicato il 18 agosto.
Sebbene Days Before Rodeo fosse un preludio al suo album di debutto Rodeo, Scott affermò che il progetto non dovesse essere un mixtape, bensì un album ufficiale.

## Pubblicazione
Days Before Rodeo fu pubblicato il 18 agosto 2014. Scott lo definì come un "album gratuito", tramite Twitter il giorno seguente alla pubblicazione. Eric Diep di XXL commentò il mixtape con queste parole:
Il 23 agosto 2024 l'album è stato ufficialmente rilasciato su tutti i servizi streaming 10 anni dopo la sua pubblicazione.

## Tracce
1. Days Before Rodeo: The Prayer – 3:22 (Jacques Webster, Ebony Oshunrinde, Philip Glass)
2. Mamacita (feat. Rich Homie Quan e Young Thug) – 4:35 (Jacques Webster, Leland Wayne, Dacoury Natche, Jeffery Williams, Dequantes Lamar, Raymond Jackson, Carl Hampton, Homer Banks)
3. Quintana Pt. 2 – 4:59 (Jacques Webster, Mike Dean, Joshua Luellen)
4. Drugs You Should Try It – 3:29 (Jacques Webster, Trocon Roberts Jr., Ryan Vojtesak)
5. Don't Play (feat. Big Sean e The 1975) – 4:46 (Jacques Webster, Allen Ritter, Anthony Kilhoffer, Anderson Hernandez, Sean Anderson, Adama Hann, George Daniel, Matthew Healy, Ross McDonald)
6. Skyfall (feat. Young Thug) – 5:19 (Jacques Webster, Leland Wayne, Jeffery Williams)
7. Zombies – 4:20 (Jacques Webster, Lexus Lewis)
8. Sloppy Toppy (feat. Migos e Peewee Longway) – 4:34 (Jacques Webster, Roberts Jr., Bolden, Quavious Marshall, KirShnik Ball, Kiari Cephus, Quincy Williams, Edna Wright)
9. Basement Freestyle – 4:08 (Jacques Webster, Lexus Lewis)
10. Backyard – 4:31 (Jacques Webster, Joshua Scruggs Ozan Yildrim, Marvin Gaye)
11. Grey – 3:48 (Jacques Webster, Joseph Hill Jr., Taji Ausar)
12. BACC (bonus track) – 2:13 (Jacques Webster, Leland Wayne)

### Campionature
- Days Before Rodeo: The Prayer contiene un campione della composizione Music Box (Opening Theme), di Philip Glass.
- Don't Play contiene un'interpolazione di "M.O.N.E.Y.", eseguita dai The 1975.
- Mamacita contiene un campione di (If Loving You Is Wrong) I Don't Want to Be Right, eseguita da Bobby Bland.
- Sloppy Toppy contiene un campione di Spend the Night With Me, eseguita da Edna Wright.
- Backyard contiene un campione di Distant Lover, eseguita da Marvin Gaye.

## Classifiche
| Classifica (2024) | Posizione massima |
| ----------------- | ----------------- |
| Australia         | 9                 |
| Belgio (Fiandre)  | 26                |
| Belgio (Vallonia) | 19                |
| Canada            | 9                 |
| Finlandia         | 21                |
| Germania          | 17                |
| Irlanda           | 23                |
| Islanda           | 7                 |
| Italia            | 28                |
| Lituania          | 17                |
| Norvegia          | 10                |
| Nuova Zelanda     | 12                |
| Polonia           | 19                |
| Portogallo        | 10                |
| Regno Unito       | 15                |
| Spagna            | 53                |
| Stati Uniti       | 1                 |
| Svezia            | 38                |
| Svizzera          | 4                 |
| Ungheria          | 18                |